# Hilde Roth (Schriftstellerin)
Hilde Roth (* 8. April 1916 in Duß, Lothringen; † 12. August 1970 in Bonn) war eine deutsche Schriftstellerin.

## Leben
Hilde Roth lebte in Fürth. In den 1950er und 1960er Jahren veröffentlichte sie eine Reihe von Kinder- und Jugendbüchern.

## Werke
- Fidelius und der Vagabund, Stuttgart 1953
- Piepmatz und das viele Geld, Stuttgart 1953
- Hannele in allen Gassen, Stuttgart 1954
- Alles wegen Teddy, Stuttgart 1955
- Stupsi, Stuttgart 1955
- Manuelas Traumkiste, Stuttgart 1957
- Wo ist Flöckchen?, Stuttgart 1963
- Die Kinder aus der Mohrengasse, Stuttgart 1966

| Personendaten    | Personendaten             |
| ---------------- | ------------------------- |
| NAME             | Roth, Hilde               |
| KURZBESCHREIBUNG | deutsche Schriftstellerin |
| GEBURTSDATUM     | 8. April 1916             |
| GEBURTSORT       | Duß, Lothringen           |
| STERBEDATUM      | 12. August 1970           |
| STERBEORT        | Bonn                      |